# Abdollah Jassbi
Abdollah Jafarali Jassbi (en persa: عبدالله جعفرعلی جاسبی; nacido el 25 de noviembre de 1944) es un académico y político iraní que fue presidente de la Universidad Azad desde la fundación de la universidad en 1982 hasta su renuncia en 2012. También fue candidato presidencial en 1993 y 2001.

## Primeros años
Nació el 25 de noviembre de 1944 en Teherán, Irán. Asistió a la escuela E'tezad a la edad de 7 años y completó sus seis años de educación secundaria en Teherán. Obtuvo una licenciatura en Ingeniería Industrial en la Universidad de Ciencia y Tecnología de Irán, una maestría en Gestión Industrial y un doctorado en Gestión de Producción y Tecnología, ambos en la Universidad de Aston, Reino Unido. 
Su tesis doctoral (1979) se tituló «Análisis y medición de la productividad».

## Carrera académica
Tras recibir su doctorado, se convirtió en profesor universitario en la Universidad de Ciencia y Tecnología de Irán. También se unió a la junta directiva de la universidad en 1970, pero fue despedido en 1975 tras apoyar a Ruhollah Jomeini. Después del triunfo de la Revolución iraní, retomó su carrera académica en 1979. Fue nombrado vicepresidente de la Universidad de Ciencia y Tecnología de Irán en marzo de 1979.
En 1982, propuso un plan para la creación de la Universidad Islámica Azad. Junto con Alí Jamenei y Akbar Hashemi Rafsanjani, Jassbi fue cofundador de la red de la Universidad Azad, una de las mayores ONG en Irán. Fue elegido como su primer presidente en enero de 1983 y ocupó este cargo durante casi 30 años. Anunció su retiro de la Universidad Azad en noviembre de 2011 y renunció oficialmente el 17 de enero de 2012, aunque permaneció como uno de los miembros de la junta directiva de la universidad. Fue sucedido por Farhad Daneshjoo.

## Carrera política
Fue miembro del consejo central del Partido Republicano Islámico. También se le describe como un "exdefensor de Motalefeh". Además, fue considerado el líder espiritual del Partido Cumbre de los Librepensadores.
Fue uno de los candidatos en las elecciones presidenciales de 1993, en las que obtuvo 1.511.574 votos, pero perdió ante Akbar Hashemi Rafsanjani. También se presentó como candidato en las elecciones presidenciales de 2001, pero solo recibió 237.907 votos, quedando en cuarto lugar, mientras que Mohammad Khatami fue reelegido para un segundo mandato.